# Saint-Gibrien
Saint-Gibrien település Franciaországban, Marne megyében. Lakosainak száma 548 fő (2022. január 1.). Saint-Gibrien Fagnières, Matougues, Recy és Villers-le-Château községekkel határos.

## Népesség
A település népessége az elmúlt években az alábbi módon változott:
| Lakosok száma | 99   | 388  | 436  | 441  | 496  | 507  | 538  | 536  | 539  | 548  |
|               | 1968 | 1982 | 1990 | 2006 | 2013 | 2015 | 2017 | 2019 | 2020 | 2022 |